# Miturga lineata
Espèce
Miturga lineata est une espèce d'araignées aranéomorphes de la famille des Miturgidae.

## Distribution
Cette espèce est endémique d'Australie.

## Publication originale
- Thorell, 1870 : Araneae nonnullae Novae Hollandie, descriptae. Öfversigt af Kongl. Vetenskaps-akademiens forhandlingar, vol. 27, p. 367-389.